# Frossay
Frossay település Franciaországban, Loire-Atlantique megyében. Lakosainak száma 3289 fő (2022. január 1.). Frossay Chaumes-en-Retz, Bouée, La Chapelle-Launay, Lavau-sur-Loire, Le Pellerin, Saint-Viaud és Vue községekkel határos.

## Népesség
A település népességének változása:
| Lakosok száma | 2018 | 1911 | 2099 | 2575 | 3118 | 3184 | 3221 | 3216 | 3228 | 3289 |
|               | 1968 | 1982 | 1990 | 2006 | 2013 | 2015 | 2017 | 2019 | 2020 | 2022 |